# Veda electoral
La veda electoral, silencio electoral o jornada de reflexión es el lapso durante el cual rigen una serie de prohibiciones legales vinculadas a la propaganda política, que se aplican cuando hay elecciones o plebiscitos, y pueden comenzar unos días u horas antes y terminar horas después.
Uno de los propósitos de estas prohibiciones sería la de permitir que en el período inmediatamente anterior a la elección sus participantes puedan reflexionar, teóricamente sin ser influidos, sobre su voto y es por ello que en España se utilice el término «jornada de reflexión» para el día previo a una elección política, durante el cual rige la veda electoral.
Otro objetivo sería tender a evitar que durante el acto electoral ocurran posibles incidentes entre simpatizantes de diferentes partidos políticos. 
Cuando comenzaron a tener mayor precisión y difusión las encuestas electorales, también se incorporaron disposiciones relativas a las mismas prohibiciones, consistentes en la prohibición de difundir sus resultados durante el lapso de veda electoral. En este caso el objetivo sería el poder evitar que con ellas se pudiera influir de mala fe en los votantes a último momento. 
Algunas de las prohibiciones —como por ejemplo la de vender bebidas alcohólicas o la de realizar espectáculos públicos— tienen un origen histórico pues se refieren a épocas en las cuales podrían haberse utilizado con el fin de conseguir que algunos sectores de población no acudieran a votar. Quizás hoy día no tengan tanta relevancia y se mantengan, fundamentalmente, por su valor simbólico para realzar la importancia del voto popular.
La legislación varía para cada país e incluso en algunos, como por ejemplo Alemania, los Estados Unidos o el Reino Unido entre otros, no existe legislación al respecto ni se conocen restricciones[cita requerida].
En algunos países esta normativa es llamada "Silencio electoral".

## Regulación por países

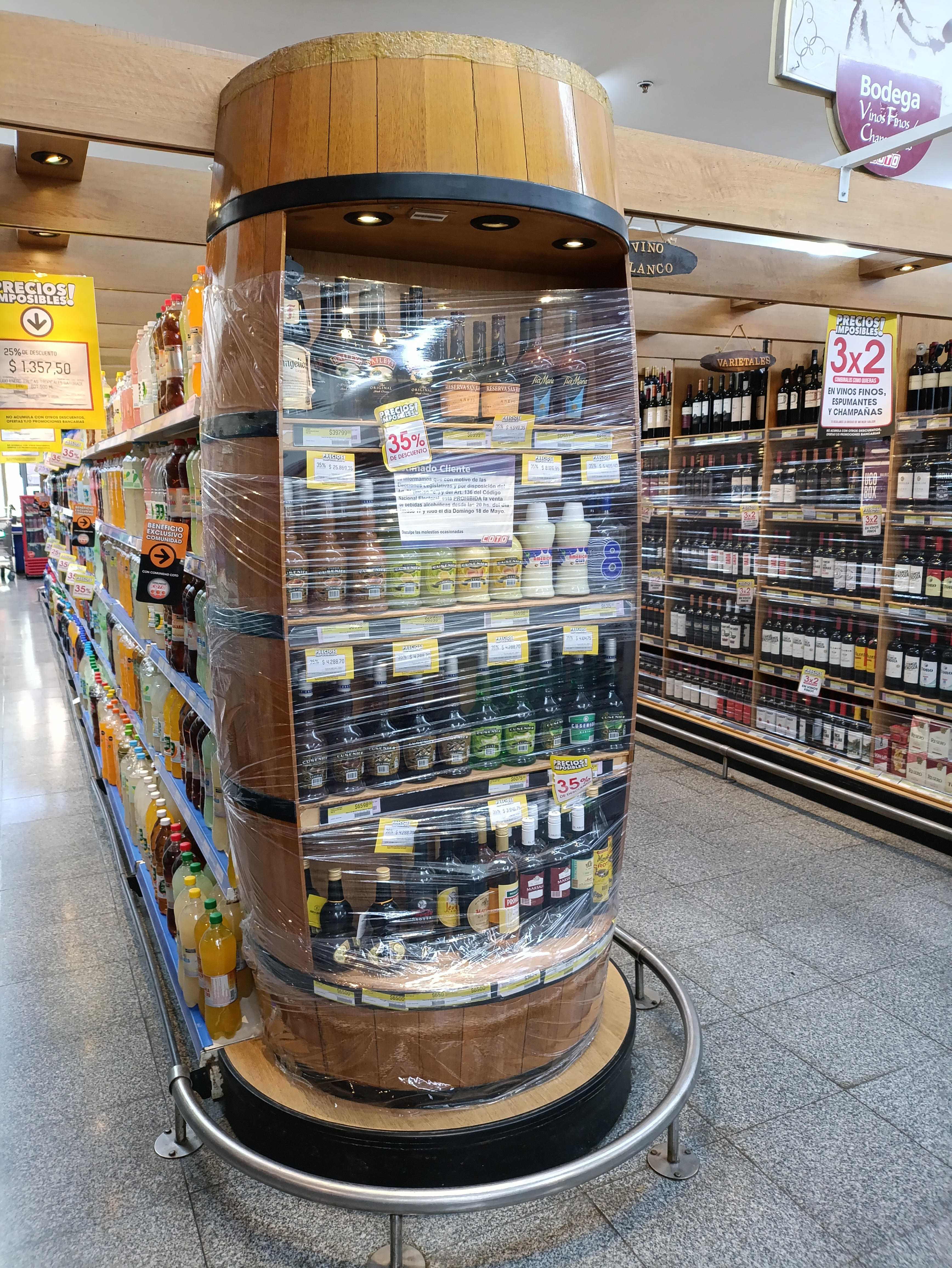
Góndola de bebidas alcohólicas precintada en un supermercado Coto de Buenos Aires, durante la veda electoral por las elecciones de 2025.

### Argentina
En la Argentina, se aplican las siguientes prohibiciones:
- Durante el acto electoral:
  - Los espectáculos populares al aire libre.
  - Los espectáculos populares en recintos cerrados.
  - La apertura de universidades que por ley no se adhiera al sufragio.[cita requerida]
  - Las fiestas teatrales y deportivas.
  - Toda clase de reunión pública que no se refiera al acto electoral.

- A 80 metros de la mesa receptora de votos:
  - La realización de reuniones de electores en los domicilios.
  - La utilización de las viviendas como depósito de armas.
  - La apertura de organismos partidarios.
  - La distribución de boletas de sufragios a los electores.

- 12 horas antes y 3 horas después de finalizado el acto:
  - La portación de armas, banderas, divisas u otros distintivos.
  - La difusión, publicación, comentarios o referencias, por cualquier medio, de los resultados de encuestas electorales.
  - El expendio de bebidas alcohólicas.

- 48 horas antes y hasta el cierre de los comicios:
  - La realización de actos públicos de proselitismo.
  - La publicación y difusión de encuestas y sondeos preelectorales.
  - Las personas civiles pueden expresar sus opiniones políticas con normalidad. La legislación no regula las publicaciones en Internet.

### Chile
Esto es regulado en la ley 18.700, Orgánica Constitucional de Elecciones, en su título VI.
Desde el segundo día anterior a la elección, las Fuerzas Armadas toman el control de los locales de votación. Asimismo, desde ese mismo momento se prohíbe toda propaganda política o manifestación pública, hasta cuatro horas después del cierre de las mesas de votación.
El día de la elección, desde la medianoche en que inicia y hasta dos horas después del cierre de las mesas receptoras, no pueden venderse bebidas alcohólicas ni realizarse actos artísticos o deportivos.
En lo referente a la divulgación de encuestas de opinión sobre intención de voto, no pueden darse a conocer públicamente a partir del decimoquinto día previo al acto electoral, conforme al art. 37 de la Ley 18.700.

### España
En España la "jornada de reflexión" abarca el día anterior a las elecciones (desde las 0:00 horas) y el propio día de las elecciones hasta las 20:00, hora en que termina la votación con el cierre de los colegios electorales.
Las limitaciones del procedimiento de las elecciones quedan fijadas en la Ley Orgánica 5/1985, de 19 de junio, del Régimen Electoral General (LOREG).
- La campaña electoral dura 15 días y termina a las cero horas del día anterior a la jornada electoral. Esto es, si las elecciones son un domingo, el sábado a las cero horas ha terminado la campaña y comienza la jornada de reflexión.

- Artículo 53. No puede difundirse propaganda electoral ni realizarse acto alguno de campaña electoral una vez que ésta haya legalmente terminado ni tampoco durante el período comprendido entre la convocatoria de las elecciones y la iniciación legal de la campaña. La prohibición referida a este último período no incluye las actividades habitualmente realizadas por los partidos, coaliciones y federaciones en el ejercicio de sus funciones constitucionalmente reconocidas y, en particular, en el artículo 20 de la Constitución.[7]

- Artículo 69.7. Durante los cinco días anteriores al de la votación queda prohibida la publicación y difusión de sondeos electorales por cualquier medio de comunicación.[8] El objetivo de esto es permitir la reflexión no condicionada del votante.

En la actualidad, en Internet es frecuente saltarse esta prohibición, como publicar encuestas en periódicos extranjeros o referirse a los partidos con eufemismos. Si bien esta última práctica está también expresamente prohibida, la Junta Electoral nunca ha sancionado a los que la han practicado.
- Artículo 91.4. Nadie puede entrar en el local de la Sección electoral con armas ni instrumentos susceptibles de ser usados como tales. El Presidente ordenará la inmediata expulsión de quienes infrinjan este precepto.[10]

- Artículo 93. Ni en los locales de las Secciones ni en las inmediaciones de los mismos se podrá realizar propaganda electoral de ningún género. Tampoco podrán formarse grupos susceptibles de entorpecer, de cualquier manera que sea, el acceso a los locales, ni se admitirá la presencia en las proximidades de quien o quienes puedan dificultar o coaccionar el libre ejercicio del derecho de voto.

### Paraguay
La Ley 834/96 del Código Electoral de la República del Paraguay establece los alcances de la regulación jurídica de la propaganda electoral y la propaganda política. Así también, las funciones, atribuciones y las sanciones establecidas para los que infrinjan los artículos de la referida normativa. La Justicia Electoral, en cumplimiento a las leyes vigentes, busca que la ciudadanía esté al tanto de estas regulaciones.

### Uruguay
La Corte Electoral de la República Oriental del Uruguay estipula mediante la circular N° 10856 que la veda electoral debe comenzar 48 horas antes del día del sufragio. Durante este lapso de tiempo está prohibido realizar propaganda política así como también cualquier tipo de acto partidario. Esta prohibición termina el mismo día del sufragio. 
Por otra parte, la Ley de Elecciones 17.239 establece una veda alcohólica un día antes de las elecciones y se mantendrá hasta la clausura de la votación. Durante ese período de tiempo queda totalmente prohibido el expendio de bebidas alcohólicas en todo el territorio de la República.

### Venezuela
En Venezuela el gobierno prohíbe la venta y distribución de bebidas alcohólicas en el territorio nacional 24 horas antes de cada elección, incluyendo restricciones a todos los vendedores, licorerías, supermercados, restaurantes, bares, clubs y cualquier local que venda bebidas alcohólicas.